# Grupo Eléctrico Motorizado
Grupo Eléctrico Motorizado S.A., kurz GEMSA, ist ein mexikanischer Hersteller von Automobilen.

## Unternehmensgeschichte
Das Unternehmen aus Tlalnepantla begann 2000 mit der Produktion von Automobilen und Nutzfahrzeugen. Der Markenname lautet GEM.

## Fahrzeuge
Im Angebot stehen Fahrzeuge mit Elektromotoren. Der Q 150 ist ein leichter Kastenwagen und der Q 500 ein Pick-up.
Das einzige Pkw-Modell ist der Q 2 + 2. Die Karosserie besteht aus Fiberglas. Er ist bei einem Radstand von 180 cm 310 cm lang, 130 cm breit und 190 cm hoch. Das Leergewicht ist mit 350 kg angegeben.